# Tiapoum
Tiapoum est une ville du sud-est de la Côte d'Ivoire, située dans la région du Sud-Comoé. La localité de Tiapoum est chef-lieu de commune, de sous-préfecture et de département. Le maire de cette commune est Mr. EBILI PASCAL et le député est Mr. BAKARY CAMARA. La commune est composée de trois ville qui sont Tiapoum, Noé et Nouamou mais aussi de plusieurs village dont N'zobenou, Frambo, Edjembo, etc.  

## Historique
La localité de Tiapoum, jeune département du royaume des "Adouvelê" du peuple N'zima,.

## Géographie

### Situation
Tiapoum est située à 150 km d'Abidjan, de 50 km d'Aboisso.